# Errances en Allemagne et en Italie
Pour les articles homonymes, voir Errance (homonymie).

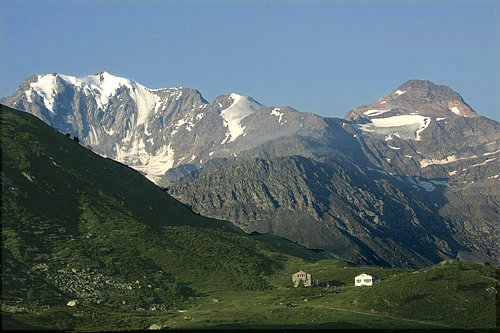
Mary Shelley écrivit, au sujet du col du Simplon : « Il y avait une majestueuser simplicité qui inspirait une crainte révérencieuse ; ici se trouvaient les ossements dénudés d'un monde gigantesque. »,

Errances en Allemagne et en Italie en 1840, 1842 et 1843 (1844) est un récit de voyage de l'écrivain romantique Mary Shelley. Paru en 1844, c'est son dernier ouvrage publié. 
Le texte, publié en deux volumes, décrit deux voyages que l'auteur accomplit en Europe avec son fils, Percy Florence Shelley, ainsi que plusieurs de ses camarades d'université.

## Genèse du récit
Mary Shelley avait vécu en Italie avec son mari, Percy Bysshe Shelley, entre 1818 et 1823. Pour elle, l'Italie était associé à la fois à la joie et au chagrin : car elle y avait beaucoup écrit, mais y avait également perdu son mari et deux de ses enfants. Aussi, bien qu'elle ait été désireuse d'y retourner, le voyage est teinté de chagrin. Mary Shelley décrit le voyage comme un pèlerinage, qui peut l'aider à guérir son humeur dépressive.  
À la fin de son second voyage, Mary Shelley passe un certain temps à Paris et s'associe avec le mouvement Jeune Italie, formé par des exilés italiens favorables à l'indépendance et à l'unité de l'Italie. Un révolutionnaire en particulier l'attire : c'est Ferdinando Gatteschi. De façon à lui venir en aide financièrement,  Mary Shelley décide de publier Errances en Allemagne et en Italie. Cependant, Gatteschi n'est pas satisfait de l'aide que lui procure Mary Shelley et essaie de la faire chanter. Elle est alors contrainte de récupérer les lettres que Gatteschi détenait d'elle au moyen d'une intervention de la police française.

## Le récit
Mary Shelley le distingue d'œuvres similaires en présentant ce qu'elle a à rapporter « d'un point de vue politique ». Ce faisant, elle rompt avec la convention qui existait au début du XIXe siècle selon laquelle il n'était pas convenable que les femmes écrivent sur des sujets politiques, suivant en cela l'exemple donné par Lady Morgan et par Mary Wollstonecraft, sa propre mère. Le but de Mary Shelley est d'éveiller en Angleterre un mouvement de sympathie pour les révolutionnaires italiens, tels que Gatteschi. Elle raille le régime impérial qu'imposent à l'Italie tant l'Autriche que la France et critique la domination exercée par l'Église catholique romaine. Elle décrit les Italiens comme ayant un potentiel de grandeur inexploité, ainsi qu'un désir de liberté. 

La ligne et les points bleus indiquent le voyage de 1840. La ligne et les points rouges indiquent le voyage de 1842-1843. Les points violets indiquent les lieux visités lors des deux voyages.

Bien que Mary Shelley ait elle-même considéré son œuvre comme « médiocre », elle rencontre la faveur des critiques, qui louangent son indépendance de pensée, son esprit, et les sentiments qu'elle y montre. L'analyse politique qu'y fait Mary Shelley de l'Italie reçoit des éloges toutes particulières, liées pour une large part au fait qu'elle avait été écrite par une femme. Cependant, pendant la plus grande partie du XIXe siècle et du XXe siècle, Mary Shelley n'est en général connue que comme l'auteur de Frankenstein et la femme de Percy Bysshe Shelley. Errances en Allemagne et en Italie ne sera pas réédité avant que la montée de la critique féministe littéraire dans les années 1970 ne génère un intérêt plus large pour l'ensemble de l'œuvre de Mary Shelley.

## Sources
- (en) Cet article est partiellement ou en totalité issu de l’article de Wikipédia en anglais intitulé « Rambles in Germany and Italy » (voir la liste des auteurs).